# Hopelchén
Hopelchén (= „fünf Brunnen“) ist eine Kleinstadt mit ca. 8.000 Einwohnern und der Hauptort eines ca. 40.000 Einwohner zählenden Verwaltungsbezirks (municipio) im mexikanischen Bundesstaat Campeche.

## Lage und Klima
Der Ort Santa Elena liegt in der Chenes-Region ca. 93 km (Fahrtstrecke) östlich der Provinzhauptstadt Campeche in einer Höhe von ca. 90 m. Die viel besuchten Maya-Stätten Uxmal, Kabah, Sayil und Labná befinden sich ca. 70–80 km nordöstlich beim Ort Santa Elena. Das Klima ist warm bis heiß; Regen (ca. 950 mm/Jahr) fällt überwiegend im Sommerhalbjahr.

## Bevölkerungsentwicklung
Die Einwohnerzahl des Ortes ist in den letzten Jahrzehnten des 20. und zu Beginn des 21. Jahrhunderts infolge des Tourismus in der Umgebung deutlich gestiegen; die weitaus meisten Einwohner sind indigener Abstammung oder Mestizen.

## Geschichte
Das Gebiet um Hopelchén war wohl schon vor der Ankunft der Spanier von den Maya besiedelt; der Ort selbst wurde im Jahr 1621 als Missionszentrum gegründet. Aus dem 18. Jahrhundert stammen die ältesten erhaltenen Bauten der Spanier. Von 1847 bis 1901 dauerte der Kastenkrieg auf der Halbinsel Yucatán, der sich allerdings in Hopelchén kaum bemerkbar machte.

## Sehenswürdigkeiten
- Die vom Franziskanerorden als Missionskirche erbaute Iglesia de San Antonio de Padua stammt aus der Mitte des 17. Jahrhunderts und entspricht in ihrer Bauweise mit zwei seitlichen Glockengiebeln (espadañas) vielen Kirchen in der Umgebung (z. B. Ticul, Santa Elena u. v. a.) Das Innere der etwa 40 m langen Kirche ist einschiffig und tonnengewölbt, verfügt aber über zwei Seiteneingänge. Das barocke Altarretabel (retablo) ist eines der ältesten auf der Halbinsel Yucatán. Die ehemaligen Konventsgebäude waren baufällig und wurden in den 1970er Jahren abgerissen, zu Beginn des 21. Jahrhunderts entstanden sie als Kulturzentrum neu.
- Der vor der Kirche befindliche Hauptplatz verströmt noch ein wenig koloniales Flair.

Umgebung
- Im Umkreis von etwa 10–50 km befinden sich einige in Europa eher unbekannte, aber dennoch sehenswerte Maya-Stätten wie Tohcok, Nocuchich, Dzibilnocac, Hochob, El Tabasqueño, Santa Rosa Xtampak u. a.

## Persönlichkeiten
- Leydy Pech (* 1965), indigene Maya-Imkerin und Umweltaktivistin